# I, Zombie
(Tagline del film)
I, Zombie è un film horror britannico del 1998 diretto, scritto e prodotto da Andrew Parkinson, con Dean Sipling e Ellen Softley.
Il film è uscito nelle sale britanniche nel 1998, mentre uscì in Italia direttamente in DVD il 22 gennaio 2004.

## Trama
Un ragazzo, Mark, mentre si trova in un bosco, viene morso da una persona che sembra essere infetta da qualcosa. Quando torna a casa, comincia ad ammalarsi e nel suo corpo inizia una degenerazione lenta ma costante, e alla fine il ragazzo si trasforma in uno zombie. Mark lascia la sua ragazza e si trasferisce in un altro appartamento. Per sopravvivere, deve mangiare carne umana. Sebbene sia contro la sua stessa coscienza, Mark uccide alcune persone nel suo soggiorno per poi mangiarle. Ma le cose cominciano a peggiorare mentre la degenerazione progredisce.